# Amphinemura quadrangularis
Amphinemura quadrangularis är en bäcksländeart som beskrevs av Peter Zwick 1978. Amphinemura quadrangularis ingår i släktet Amphinemura och familjen kryssbäcksländor. Inga underarter finns listade i Catalogue of Life.